# Mil Mi-1
Mil Mi-1 (USAF oznaka "Type 32", NATO oznaka "Hare")) je bil sovjetski enomotorni 4-sedežni lahki helikopter. Bil je prvi sovjetski serijsko grajeni helikopter. V uporabo je vstopil leta 1950. V proizvodnji je bil 16 let, proizvajali so ga tudi licenčno na Poljskem kot SM-1. Poganjal ga je 575 KM bencinski zvezdasti motor Ivčenko AI-26V
Mihail Mil je razvijal rotorske zrakplove že v 1920ih. Delo na Mi-1 se je začelo leta 1946. Program je imel oznako EG-1, kasneje pa GM-1 (Gelikopter Mila). Dizajn je podoben Sikorsky S-51 in Bristol 171. Prvi let je bil 20. septembra 1948.

## Specifikacije(Mil Mi-1)
Splošne karakteristike
- Posadka: 1
- Število sedežev: 2 potnika ali 255 kg tovora
- Dolžina: 12,09 m (39 ft 8 in)
- Premer rotorja: 14,35 m (47 ft 1 in)
- Višina: 3,30 m (10 ft 10 in)
- Površina rotorjev: 161,7 m² (1740 ft²)
- Teža praznega letala: 1700 kg (3740 lb)
- Naložena teža: 2140 kg (4708 lb)
- Maks. vzletna teža: 2330 kg (5126 lb)
- Pogon letala: 1 ×  bencinski radialni motor Ivčenko AI-26V, 429 kW (575 KM)

 Zmogljivost 
- Maks. hitrost: 185 km/h (115 mph)
- Doseg: 430 km (268 milj)
- Višina leta: 3500 m (11480 ft)
- Hitrost vzpenjanja: 5,3 m/s (1043 ft/min)
- Obremenitev rotorja: 13 kg/m² (3 lb/ft²)
- Razmerje moč/teža: 0,20 kW/kg (0,12 KM/lb)